# Topory (obwód chmielnicki)
Topory (ukr. Топори) – wieś na Ukrainie, w obwodzie chmielnickim, w rejonie zasławskim. W 2001 roku liczyła 297 mieszkańców.
Pod koniec XIX w. wieś w powiecie zasławskim guberni wołyńskiej.